# White Lies – Das Leben ist zu kurz, um ehrlich zu sein
White Lies – Das Leben ist zu kurz, um ehrlich zu sein ist eine US-amerikanische Filmkomödie von Ken Selden aus dem Jahr 1997.

## Handlung
Leon Turner, Afroamerikaner Anfang 20, wohnhaft bei seiner Mutter, arbeitet in einem Museum als Wärter. Er spricht häufig gutaussehende Frauen an, indem er im Museum aufgeschnappte Floskeln und Sprüche über Bilder und Künstler als seine eigenen ausgibt, mit dem Ziel, die Frauen ins Bett zu kriegen.
Um sich auf ähnliche Art und Weise an die (im Verhältnis zu ihm) ältere, weiße Galeristin Mimi Furst heranzumachen, gibt Leon sogar vor, ein Maler zu sein. Als sie ihn bittet, ihr einige seiner Werke zu zeigen, ahnt er noch nicht, welche Konsequenzen dies mit sich ziehen würde, und besorgt deshalb von einem weiblichen Junkie, welcher auf einer Kunsthochschule war, gemalte Selbstporträts, auf denen er die Signatur mit seinem Namen übermalt und Mimi unter dem Oberbegriff „kulturelle Vorherrschaft“ vorstellt (die Selbstbildnisse des Junkies zeigen eine weiße, schlanke, blonde, langhaarige Frau, die aus seiner „Sicht“ die omnipräsente Frau darstellt, denn auf Katalogen, Plakaten, ja überall, sieht man eben solche Frauen). Mimi ist von den Bildern begeistert.
Als er durch einen Versuch, sich im Malen fortzubilden, seinen Job verliert und zuhause rausgeworfen wird, bietet Mimi ihm an, bei ihr und ihrem Freund Richard zu wohnen, was Leon auch gerne annimmt.
Zwischen Richard und Leon herrscht von Anfang an eine gespannte Atmosphäre, da erstens Richard Angst hat, seine Frau zu verlieren (so sagt Mimi zu Leon sinngemäß: „Seit Du hier wohnst, will Richard jeden Tag Sex.“), und zweitens ihm die künstlerischen Fähigkeiten Leons seltsam vorkommen, da Leons Bilder alle Stilmittel der Kunst beinhalten und er Begriffe wie „kulturelle Vorherrschaft“ verwendet, aber nach eigenen Angaben nie auf dem College war, und auf Richards Frage, mit welchen Farben er male, antwortet „mit normalen Farben“.
So verstrickt er sich immer weiter in seine Lügengeschichte, was, als Mimi und er anfangen, sich ineinander zu verlieben, ein ernsthaftes Problem wird. So werden sie ein Paar, und ehe er sich versieht, meint sie, so großes Talent in ihm erkannt zu haben, dass sie ihren Job als Galeristin hinschmeißt, um mit ihren gesamten Ersparnissen eine eigene Galerie zu eröffnen und seine Bilder zu verkaufen. Dies läuft auch anfangs gut, da der Kunstsammler Art sofort 6 von 8 Bildern für 30.000 $ kauft.
So besorgt er trotz eines unguten Gefühls, wie er da wieder herauskommen soll, weitere Bilder von der Junkie-Frau.
Jedoch findet währenddessen Mimis Freund Richard heraus, dass Leon die Bilder nicht selbst gemalt hat.
Mimi ist zuerst enttäuscht und will nichts mehr von Leon wissen, gibt aber auch Richard keine weitere Chance.
Um die bevorstehende Vernissage nicht vollkommen zu ruinieren, beschließt Leon, zusammen mit dem Kunstsammler Art, welcher selbst Maler war und schon vorhab einige Werke „Leons“ kaufte, dessen alte, unbekannte Bilder ein bisschen in Richtung „kulturelle Vorherrschaft“ zu trimmen und dann als Leons Werke an Stelle weiterer, quasi gefälschter, Selbstporträts der Junkie-Frau zu verkaufen.
Mimi ist in der Zeit sehr teilnahmslos und lässt die anderen machen, da sie all ihre Mittel und Kräfte in einen Lügner gesteckt hat und nun am Ende ihrer Kräfte ist.
Die Vernissage wird ein voller Erfolg, die Besucher sind fasziniert von den Bildern und kaufen gleich mehrere.
So will Mimi Leon seinen finanziellen Anteil überreichen, wobei dieser ihr jedoch klarmacht, dass es ihm, zumindest später, um sie und nicht um das Geld ging, und den Scheck zerknüllt und geht. Auch macht er ihr klar, dass am Anfang beide den anderen nur ausgenutzt haben, er hat ein schnelles Geschäft und eine kurzweilige Affäre gewittert, sie hat das große Geschäft mit einem schwarzen Künstler gewittert. Beide wollten den anderen nur ausnutzen, bis Gefühle ins Spiel kamen.
Gegen Ende begreift Mimi, dass wohl beide zu Beginn nicht die reinsten Absichten hatten, diese sich aber geändert haben, und so sucht sie Leon auf, nach einer kurzen Unterhaltung küssen sie sich, und sie sagt, sie wolle unbedingt mehr über ihn erfahren, was darauf deuten lässt, dass sie wieder zusammenkommen.

## Kritiken
- Das Lexikon des internationalen Films meint, die amüsante romantische Gesellschaftskomödie mit Seitenhieben gegen den „gutgemeinten Rassismus“ fungiere auch als Satire auf den Kunstmarkt.[1]
- Cinema 5/1997 schrieb, dass die Komödie „mittelprächtig“ sei.
- film-dienst 10/1997 schrieb, dass die Komödie „amüsant“ und „eine treffsichere Satire“ sei.
- TV Today 10/1997 schrieb, dass die Komödie „harmlos“ sei.
- Save.tv schrieb, dass die Komödie „schwungvoll“ sei.[2]